# Blackwater Callows SPA
Blackwater Callows SPA este o arie protejată (arie de protecție specială avifaunistică — SPA) din Irlanda întinsă pe o suprafață de 1.037,73 ha, integral pe uscat.

## Localizare
Centrul sitului Blackwater Callows SPA este situat la coordonatele 52°08′47″N 8°06′30″W / 52.146317°N 8.108281°V.

## Înființare
Situl Blackwater Callows SPA a fost declarat arie de protecție specială avifaunistică în octombrie 1996 pentru a proteja 10 specii de animale.

## Biodiversitate
Situată în ecoregiunea atlantică, aria protejată nu include niciun habitat protejat.
La baza desemnării sitului se află mai multe specii protejate de  păsări (10): rață lingurar (Anas clypeata), rață pitică (Anas crecca), rață fluierătoare (Anas penelope), rață mare (Anas platyrhynchos), lebădă de iarnă (Cygnus cygnus), egretă mică (Egretta garzetta), pescăruș râzător (Larus ridibundus), sitar de mâl (Limosa limosa), culic mare (Numenius arquata), nagâț (Vanellus vanellus).
Pe lângă speciile protejate, pe teritoriul sitului au mai fost identificate 1 specie de păsări.